# Рой Беренс
Рой Беренс (нід. Roy Beerens, МФА: [ˈrɔi̯ ˈbeːrəns], нар. 22 грудня 1987, Бладел) — нідерландський футболіст, півзахисник клубу АЗ (Алкмар).
Також відомий виступами за клуби ПСВ, «Геренвен» та національну збірну Нідерландів.
Володар Кубка Нідерландів.

## Клубна кар'єра
У дорослому футболі дебютував 2005 року виступами за команду клубу ПСВ, в якій провів два сезони, взявши участь лише у 9 матчах чемпіонату. 2007 року був відданий в оренду до команди клубу «Неймеген», а пізніше того ж року перейшов до іншого нідерландського клубу, «Геренвена».
Відіграв за команду з Геренвена наступні чотири сезони своєї ігрової кар'єри. Більшість часу, проведеного у складі «Геренвена», був основним гравцем команди. Відіграв за команду клубу понад 100 матчів національної першості, ставав володарем Кубка Нідерландів.
До складу клубу АЗ приєднався 2011 року. Наразі встиг відіграти за команду з Алкмара 14 матчів в національному чемпіонаті.

## Виступи за збірні
2007 року залучався до складу молодіжної збірної Нідерландів, за яку провів 19 офіційних ігор. У складі молодіжної збірної 2007 року вигравав чемпіонат Європи серед молодіжних команд.
У складі нідерландської олімпійської футбольної збірної був учасником літніх Олімпійських ігор 2008 року.
2010 року дебютував в офіційних матчах у складі національної збірної Нідерландів. Наразі провів у формі головної команди країни 2 матчі.

## Титули і досягнення
- Чемпіон Нідерландів (1):

«ПСВ»: 2005-06
- Володар Кубка Нідерландів (2):

«Геренвен»: 2008-09
«Аякс»: 2012-13
- Чемпіон Європи серед молодіжних команд (1):

Нідерланди U-21: 2007